# Noasca
Noasca (piemontesisch Noasca, frankoprovenzalisch Novaska) ist eine Gemeinde in der italienischen Metropolitanstadt Turin (TO), Region Piemont.

## Lage und Einwohner
Noasca liegt 75 km nordwestlich von Turin am Nationalpark Gran Paradiso und Orco. Das Gemeindegebiet umfasst eine Fläche von 77 km² und hat 106 Einwohner (Stand 31. Dezember 2023). Die Gemeinde besteht aus den Fraktionen (Frazioni) Gera, Gere Eredi, Balmarossa, Jerner, Jamoinin, Pianchette und Borno. Der Ort liegt auf einer Höhe von 1065 m s.l.m. über dem Meeresspiegel. Noasca ist auch eine der italienischen Gemeinden mit dem höchsten Höhenunterschied (Tiefster Punkt 841 m, Höchster Punkt 4.026 m) und sie ist die höchstgelegene aller Gemeinden der Metropole Turin. Noasca ist Etappenort auf dem Fernwanderweg Grande Traversata delle Alpi.
Die Nachbargemeinden sind Cogne, Valsavarenche, Locana, Ceresole Reale, Groscavallo und Chialamberto.

### Bevölkerungsentwicklung
Quelle: ISTAT

## Geschichte

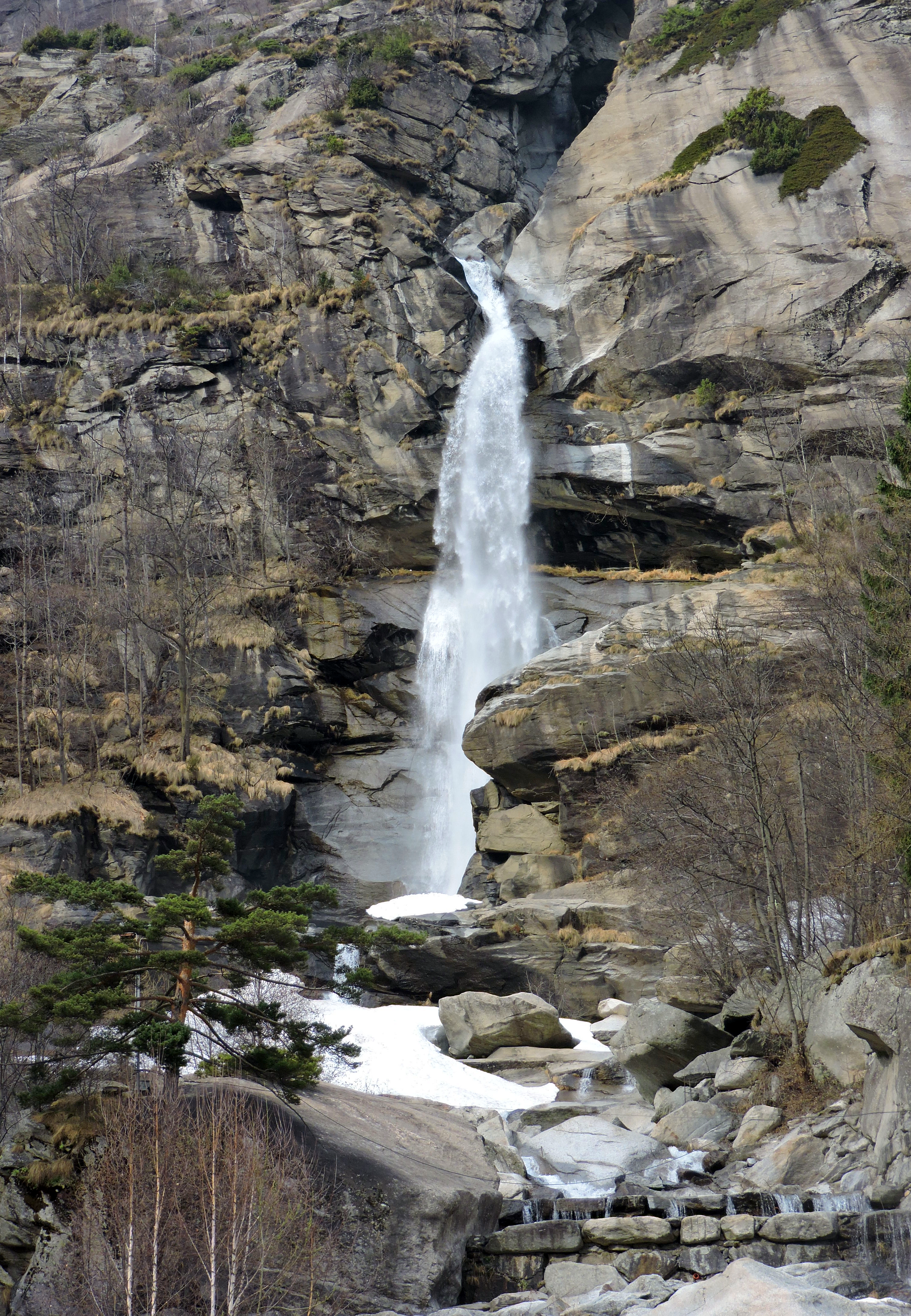
Noasca Wasserfall

In der Feudalzeit war Noasca von der Grafschaft Valperga abhängig. Neben der Landwirtschaft, besonders auf der Produktion von Berggetreide wie Gerste und Roggen, Heu und Kartoffeln und der Viehwirtschaft betrieben die Einwohner von Noasca in der Vergangenheit Viehhandel, insbesondere mit den Mündungsländern das Tal wie Cuorgnè. Die Bewohner wurden auch als wandernde Schornsteinfeger bezeichnet und galten als robust und großwüchsig sowie sehr gutmütig.
Die Bevölkerung war einst auf zahlreiche Ortschaften verteilt, die heute aufgrund der Auswanderung, insbesondere in Richtung der Zentren der Canavese-Ebene, fast alle verlassen sind.

## Noasca Wasserfall
Mit einer Gesamthöhe von 32 Metern ist er einer der berühmtesten Wasserfälle im Piemont und gilt seit einiger Zeit, auch aufgrund seiner relativ einfachen Zugänglichkeit, als einer der Orte, die das Orco-Tal faszinierend machen. Tatsächlich lobten bereits im 19. Jahrhundert viele italienische und ausländische Reisende seine Pracht. Der Engländer John Murray beispielsweise beschrieb es in seinem Guide to the Western Alps von 1866 als „... eine der großartigsten Szenen im Tal“, während der Kavalier Napione, mehr oder weniger zur gleichen Zeit, dies behauptete. Der Wasserfall von Noasca war „einer der schönsten, die man in den Alpen sehen kann“. Geologen zufolge entstand der Wasserfall in der Zeit nach der letzten Alpenvereisung, also vor etwa zwölftausend Jahren. Bei den Gesteinen handelt es sich um die für das Gran Paradiso-Massiv typischen Gneise, die durch die Einwirkung des Gletschers geglättet wurden, der zuvor den Talboden besetzt hatte. Oberhalb des Wasserfalls fließt der Bach Noaschetta ein gutes Stück steil und versunken und mit verschiedenen Sprüngen und Stromschnellen. Das Gebiet wird von Canyoning-Enthusiasten frequentiert, die auch sehr anspruchsvolle und potenziell riskante Routen finden. Am Fuße des Wasserfalls ermöglicht die Abkühlung der Luft durch die Zerstäubung des kalten Wassers des Baches einem mehr oder weniger reichlich vorhandenen Eis- und Schneefächer, den milden Temperaturen und der stärkeren Sonneneinstrahlung am Ende des Winters lange zu widerstehen Zeit.